# 류종현 (피겨스케이팅 선수)

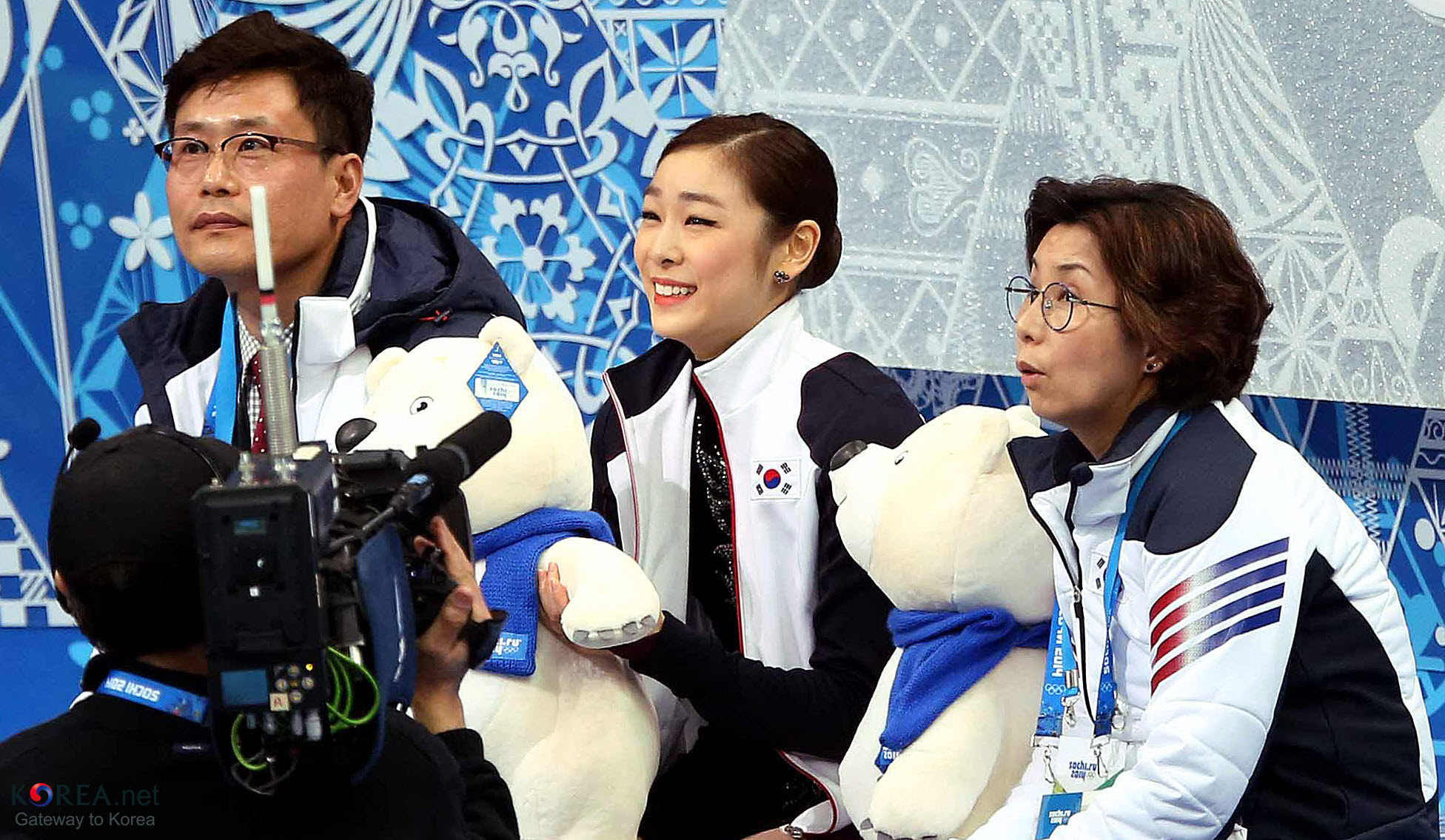
류종현 (왼쪽)

류종현(Nam Hoon Ryu 1968년 ~ )은 대한민국의 전 국가대표 피겨스케이팅 선수이다. 1980년대 후반부터 국가대표 선수로 활약했으며 아시안 챔피언십에서 은메달을 획득, 이밖에 여러 세계선수권대회에서 국가대표로 활동해오다 1994년 일본 세계선수권대회를 마지막으로 현역에서 은퇴했다.
이후 류종현은 피겨스케이팅 코치로 활동하고 있다. 1998년 일본 나고야 올림픽, 2002년 미국 솔트레이크 올림픽 대한민국 국가대표 코치를 역임했다. 특히 ‘피겨여왕’ 김연아를 발굴한 인물이기도 하다. 6살 김연아를 눈여겨보던 류종현 코치는 김연아의 어머니를 찾아가 정식 피겨스케이팅 입문을 권유했다. 2013년 캐나다 세계 선수권 대회에서 김연아를 금메달리스트로 만든 주역이기도 하다.
2014년 소치 동계올림픽 당시 김연아의 컨디션과 트레이닝 등을 관리하는 훈련지원 코치를 맡으며, 김연아의 선수로서 마지막 무대를 함께했다.
현재 류종현 코치는 태릉선수촌 국제스케이트장에서 차세대 양성에 힘쓰고 있다.

## 같이 보기
- 6살 김연아의 재능을 알아보고 스케이트를 처음 권유한 코치다.[출처 필요]

## 약력
1998년 나가노 동계올림픽
2002년 솔트레이크 동계올림픽
2006년 토리노 동계올림픽
2006~2010 국가대표 코치
2013년 캐나다 월드 챔피언십 김연아 코치(금메달)
2014년 소치 동계올림픽 김연아 코치(은메달 획득)
2016년 국가대표 코치 은퇴
2017년 4대륙 피겨선수권 대회 - 말레이시아 Chew Kai Xiang 선수 코치
2017년 삿포로 아시안 게임 - 말레이시아 Chew Kai Xiang 선수 코치
현재 - 대한민국 태릉선수촌 훈련코치